# Brave1
BRAVE1 — це кластер для розвитку військових технологій в Україні, заснований Міністерством цифрової трансформації України, Міністерством оборони України, Генеральним штабом Збройних Сил України, Радою національної безпеки і оборони, Міністерством стратегічних галузей України, Міністерством економіки України.

## Історія

### 2023 рік
Кластер підтримки був запущений 26 квітня 2023 року. Представлений Віцепрем'єр-міністром з інновацій, розвитку освіти, науки та технологій — Міністром цифрової трансформації Михайлом Федоровим, Міністром оборони України Олексієм Резніковим, Міністром з питань стратегічних галузей промисловості Олександром Камишіним.
20 жовтня 2023 року проект Brave1 профінансував 68 проєктів на суму $1,220 млн. Гранти видають на суму $5000 і $25 0000.
Станом на початок листопада 2023 року понад 650 defense tech розробок зареєстровані на Brave1.
12 грудня 2023 року проект Brave1 зареєстрував 820 розробок, 446 з яких пройшли військову експертизу, 390 отримали статус BRV1, близько 80 проектів отримали підтримку на загальну суму в 1,5 млн доларів.

### 2024 рік
Проєкт Brave1 збільшив гранти для українських defense-tech розробників. Оновлені суми коштів становлять від 500 тисяч до 2 мільйонів гривень.

### 2025 рік
28 квітня 2025 року під час заходу Defense Tech Era з нагоди другої річниці кластера оборонних технологій Brave1 Міністерство цифрової трансформації України презентувало Brave1 Market — маркетплейс, що має пришвидшити постачання інновацій на поле бою. На старті в каталозі розміщено близько 1 000 інноваційних рішень, серед яких БпЛА, наземні роботи, РЕБ та РЕР, комплектуючі, засоби на базі ШІ, програмне забезпечення й боєприпаси. Для безпеки виробників реалізована авторизація через Дію до публічного каталогу.
За два роки своєї діяльності кластер видав 540+ грантів загальною сумою 2,2 млрд грн. На 2025 рік у національному бюджеті передбачено 2,9 млрд грн на грантову підтримку defense tech. Зокрема, серед пріоритетних напрямів, визначених Brave1: ракети, лазери, рої дронів, CRPA-антени, водні дрони, анти-Шахед та анти-КАБ, дрон-матка, «український Мавік», керовані боєприпаси.

## Розробки, що отримали гроші від Brave1
| Компанія         | Продукт | Посилання |
| ---------------- | --- | --------- |
| SkyLab           | Sirko-S1 — Наземна платформа для перевезення вантажу | [ 10 ]    |
| Roboneers        | Ironclad — багатофункціональний наземний роботизований комплекс, призначений для вирішення бойових завдань. | [ 11 ]    |
| Mantis Analytics | платформа моніторингу інформаційного поля в режимі реального часу, керована штучним інтелектом. | [ 12 ]    |
|                  | ЛЮТЬ — дистанційно керований бойовий робот, озброєний танковим кулеметом ПКТ. Призначений для ведення чергувань на позиціях, також здатний виявляти вогневі позиції противника і діяти у складі штурмових груп. | [ 13 ]    |
| Himeratech       | HIMERA — компактна цифрова радіостанція солдата для спілкування в межах підрозділу. Може використовуватися як частина системи оперативної обізнаності. Стійка до дії РЕБ завдяки технології ППРЧ                | [ 14 ]    |
| Piranha-tech     | Піранья — 5 РАдК — антидронний мобільний п'яти діапазонний переносний комплекс по купольному та спрямованому захисту призначений для знешкодження ворожих БПЛА та Дронів.                                       | [ 15 ]    |

## Напрямки допомоги
Фокус уваги BRAVE1 зосереджений на 5 напрямках:
- Invest: Надавати гранти розробникам, що визначені пріоритетними для потреб сил безпеки та оборони
- Invent: Допомагати силам безпеки і оборони знаходити ефективні технологічні рішення в середовищі українських розробників
- Platform: Створити платформу, що об'єднує усіх стейкхолдерів галузі
- Showcase: Забезпечення взаємодії з силами оборони через демонстрацію їм розробок та отримання зворотного зв'язку щодо їх використання
- Boost: Надати всесторонню підтримку проєктам, визначеним пріоритетними для сил безпеки і оборони

## Пріоритетні напрямки допомоги
- Системи та засоби ураження
- Захист та безпека
- Безпілотні апарати
- Роботи
- Розмінування
- Кібербезпека
- Розвідка
- Навігація
- Медичне забезпечення

## Керівники проєкту
| Ім'я               | Дата початку      | Дата звільнення | Посилання |
| ------------------ | ----------------- | --------------- | --------- |
| Наталія Кушнерська | квітень 2023 року | –               | [ 16 ]    |